# يوليا فورديا
يوليا فورديا (بالألمانية: Julia Furdea)‏ (ولدت في 19 يوليو 1994 في رومانيا) عارضة أزياء رومانية - نمساوية، حاملة لقب مسابقة ملكة جمال والتي توجت به عن مسابقة ملكة جمال النمسا 2014 ومثلت البرازيل في مسابقة ملكة جمال العالم 2014 ومسابقة ملكة جمال الكون 2014.

## نشأتها
وهي ابنة شقيق لاعب الرجبي الروماني السابق أدريان بلوتشي. درست فورديا في جامعة فيينا. بالإضافة إلى مسيرتها المهنية في عرض الأزياء، عملت مذيعة إذاعية في أكبر محطة إذاعية خاصة كرونيهيت.

## روابط خارجية
- الموقع الرسمي
- جوليا فورديا على موقع IMDb (الإنجليزية)
- يوليا فورديا على إنستغرام